# Andrena miserabilis
Andrena miserabilis là một loài Hymenoptera trong họ Andrenidae. Loài này được Cresson mô tả khoa học năm 1872.

## Hình ảnh

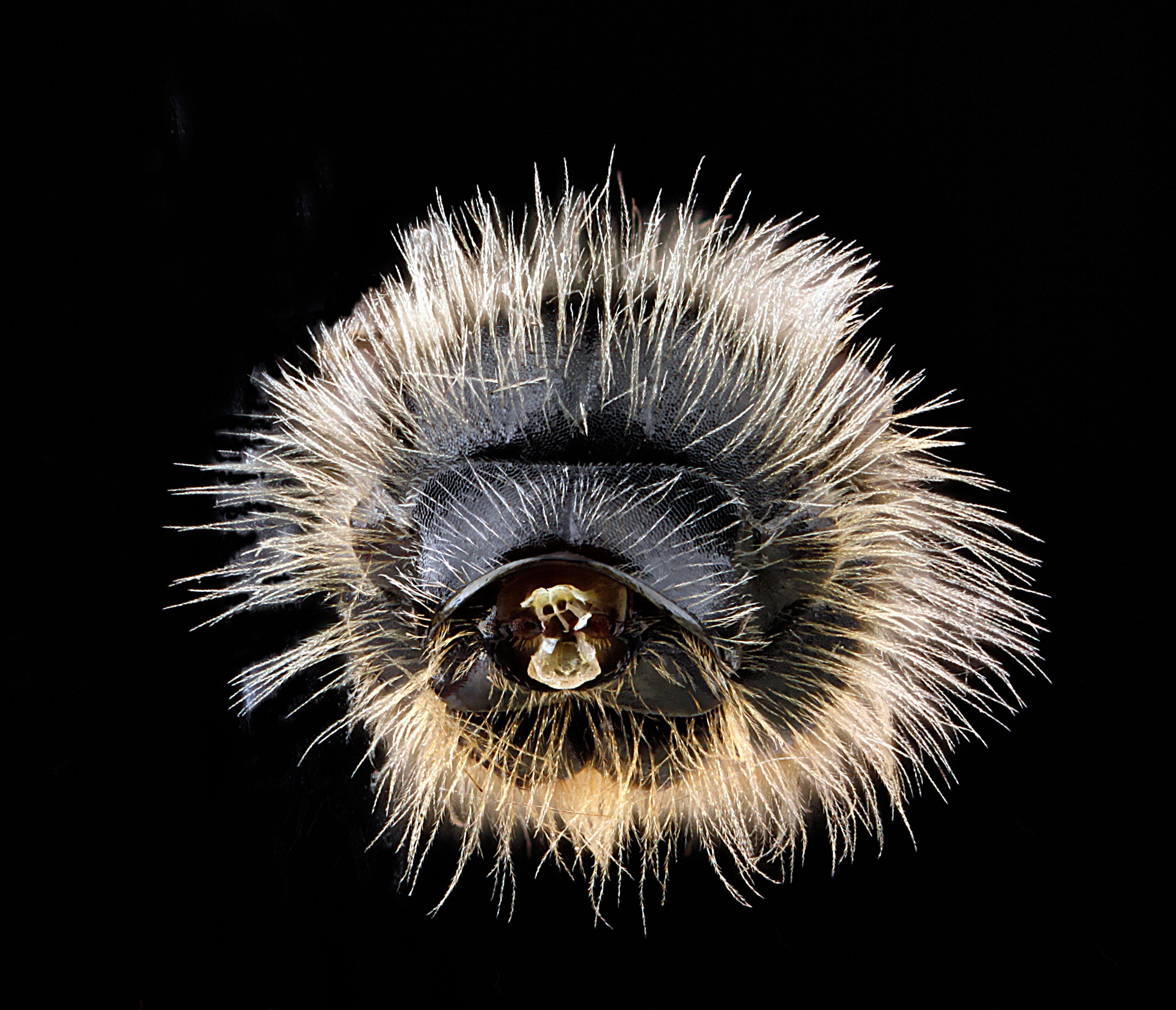
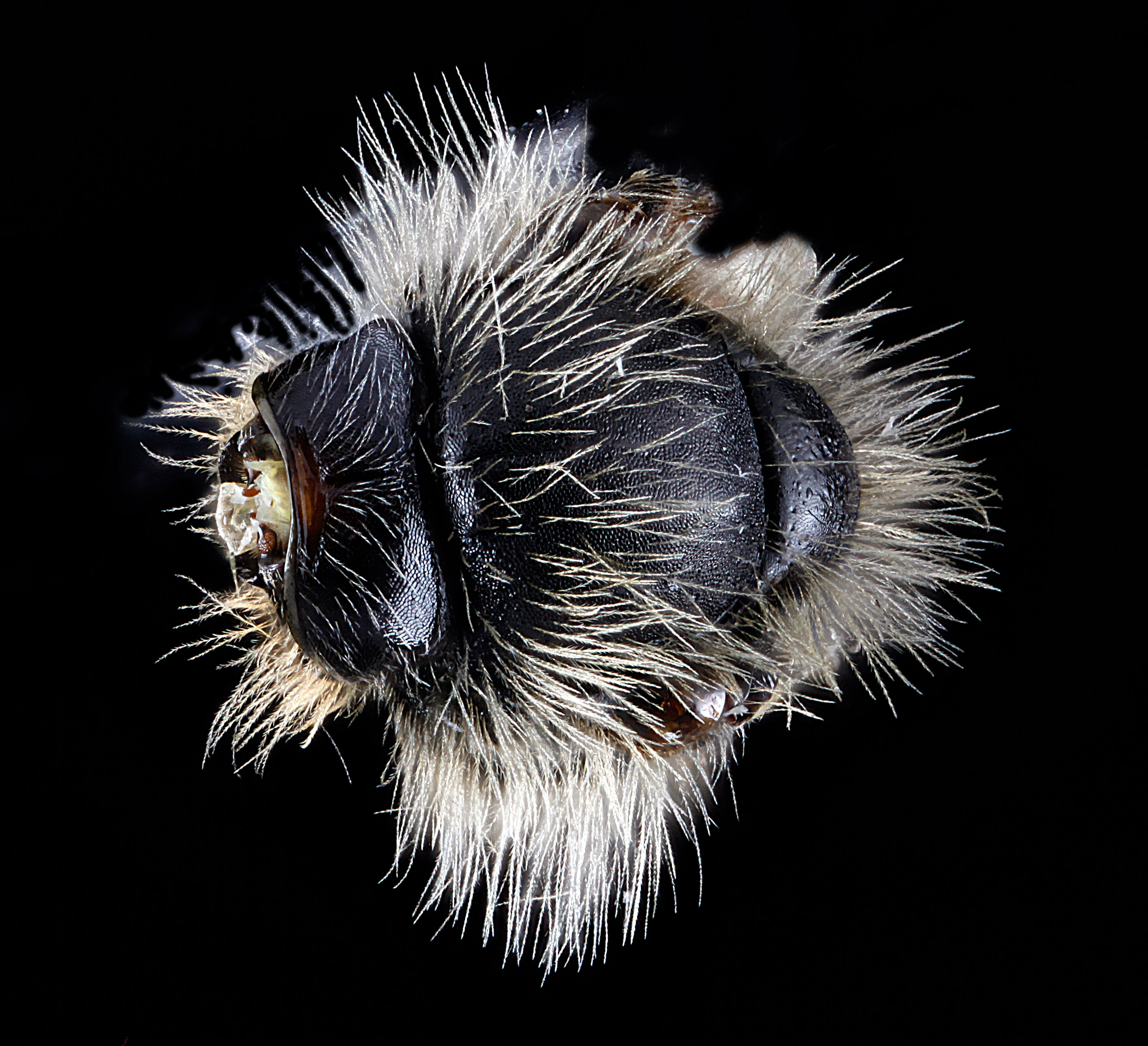